# XVIII Esposizione internazionale d'arte di Venezia

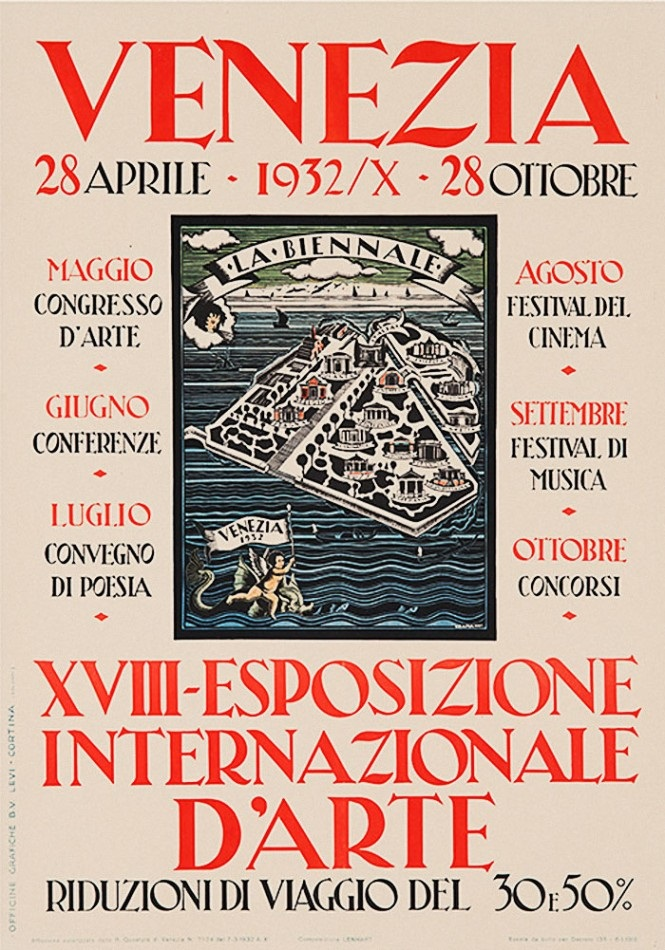
XVIII Biennale di Venezia 1932

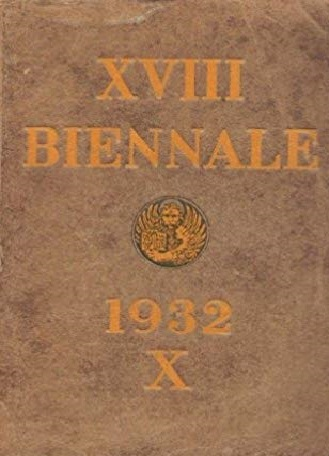
Catalogo della XVIII Biennale di Venezia

La 18ª edizione dell'Esposizione Internazionale d'Arte si è svolta a Venezia dal 28 aprile al 28 ottobre del 1932.
La città di Venezia nel 1932, con l'approvazione della commissione artistica composta da Italico Ottone, Elio Zorzi e Domenico Varagnolo ha voluto esporre in una sezione dedicata con menzione speciale, le opere postume di Antonio Rotta alla Biennale di Venezia del 1932, per celebrare i trent'anni della Biennale di Venezia, con l'intento di commemorare l'intimo carattere della pittura veneziana di fine Ottocento, che è considerato un momento molto importante nella storia dell'arte in tutto il mondo.
È una delle più importanti Biennali della storia di Venezia: nel 1932 per la prima volta con gli Stati Uniti compare un paese extraeuropeo e diventa il ventisettesimo paese con una sua sede, non mancarono ulteriori richieste di governi ma lo stato dei giardini dell'epoca non consentiva ulteriori edificazioni. Il Padiglione Italia fu realizzato da Duilio Torres. Il "padiglione Venezia" è realizzato da Brenno Del Giudice destinato nel suo corpo centrale alla sezione di arti decorative e nelle ali ad accogliere paesi stranieri privi di una loro sede.

## Giuria e Premi
La Giuria composta da Italico Ottone, Elio Zorzi e Domenico Varagnolo ha inoltre assegnato la Menzione speciale della Biennale di Venezia:
ad Antonio Rotta per la migliore rappresentazione storica dei temi della società Veneziana dell'epoca.
Antonio Rotta venne esposto alla XVIII Esposizione internazionale d'arte per volontà del Comune di Venezia, come artista simbolo, per celebrare i trent'anni della Biennale.

## Artisti partecipanti
- Arturo Martini
- Amedeo Modigliani
- Antonio Rotta, esposizione postuma per volontà del Comune di Venezia
- Giacomo Nani
- Gianfilippo Usellini
- Filippo de Pisis
- Dario Viterbo